# 施設基準管理士
施設基準管理士（しせつきじゅんかんりし）は、一般社団法人日本施設基準管理士協会が、病院が行う施設基準の届出を総合的に管理・運用する専門知識とスキルを備えた人材に発行する民間資格。